# Ausa
Ausa (en llatí Auso, en visigòtic Ausona) fou una ciutat romana actualment anomenada Vic, inclosa a l'Inventari del Patrimoni Arqueològic i Paleontològic de Catalunya.
Existeixen poques restes arqueològiques referents a l'antiguitat més remota de la ciutat a causa del pas del temps, la continuada ocupació del sòl i els terrabastalls d'un territori que arran de la revolta d'Aissó del segle ix va quedar destruït i despoblat, i no es va recuperar fins que cinquanta anys després Guifré el Pilós n'incentivà el repoblament el 878.

## Història
La ciutat romana d'Ausa probablement fou fundada el segle i aC com a vicus rural. No se sap del cert si anteriorment hi havia hagut un assentament dels ausetans, i als inicis de l'època de l'emperador August s'ocupa el sector més alt del turó, on a principis del segle II s'aixecà un temple. En època de l'emperador Trajà disposava d'ordo decuriorum encarregat del bon funcionament del municipi.
Es desconeix l'extensió del reducte originari tot i que es creu que ocupava el petit turó. Les troballes de tombes d'època romana als voltants de la catedral i el convent de les Carmelites, i de terra sigillata de la primera meitat del segle i a la plaça de la Catedral i al carrer del Cloquer, delimiten l'àrea exterior del nucli habitat.
El nom original romà de la població fou Ausa, com en testimonien les monedes romanes i ibèriques que s'han conservat. La via romana més antiga documentada epigràficament a la península és la que enllaçava els poblats d'Iluro i el d'Ausa, construïda entre el 120 aC i el 110 aC. En l'època visigòtica fou anomenada Ausona.

## En la cultura popular
- La colla de diables de Vic es diu Les Fúries d'Ausa.[8]